# Storbritanniens Grand Prix 2007
Storbritanniens Grand Prix 2007 var det nionde av 17 lopp ingående i formel 1-VM 2007.

## Rapport
I de tre främsta startraderna stod Lewis Hamilton i McLaren, Kimi Räikkönen i Ferrari, Fernando Alonso i McLaren, Felipe Massa i Ferrari, Robert Kubica i BMW och Ralf Schumacher i Toyota. Massa fick stopp i starten varför det blev ett extra formationsvarv för de övriga medan Massa tvingades starta från depån. Hamilton förlorade ledningen till Räikkönen, som sedan blev av med ledningen till Alonso efter sitt första depåstopp. Räikkönen kom tillbaka starkt, gjorde ett bättre andra depåstopp än Alonso och vann loppet. Massa körde upp från sista till femte plats. 

## Resultat

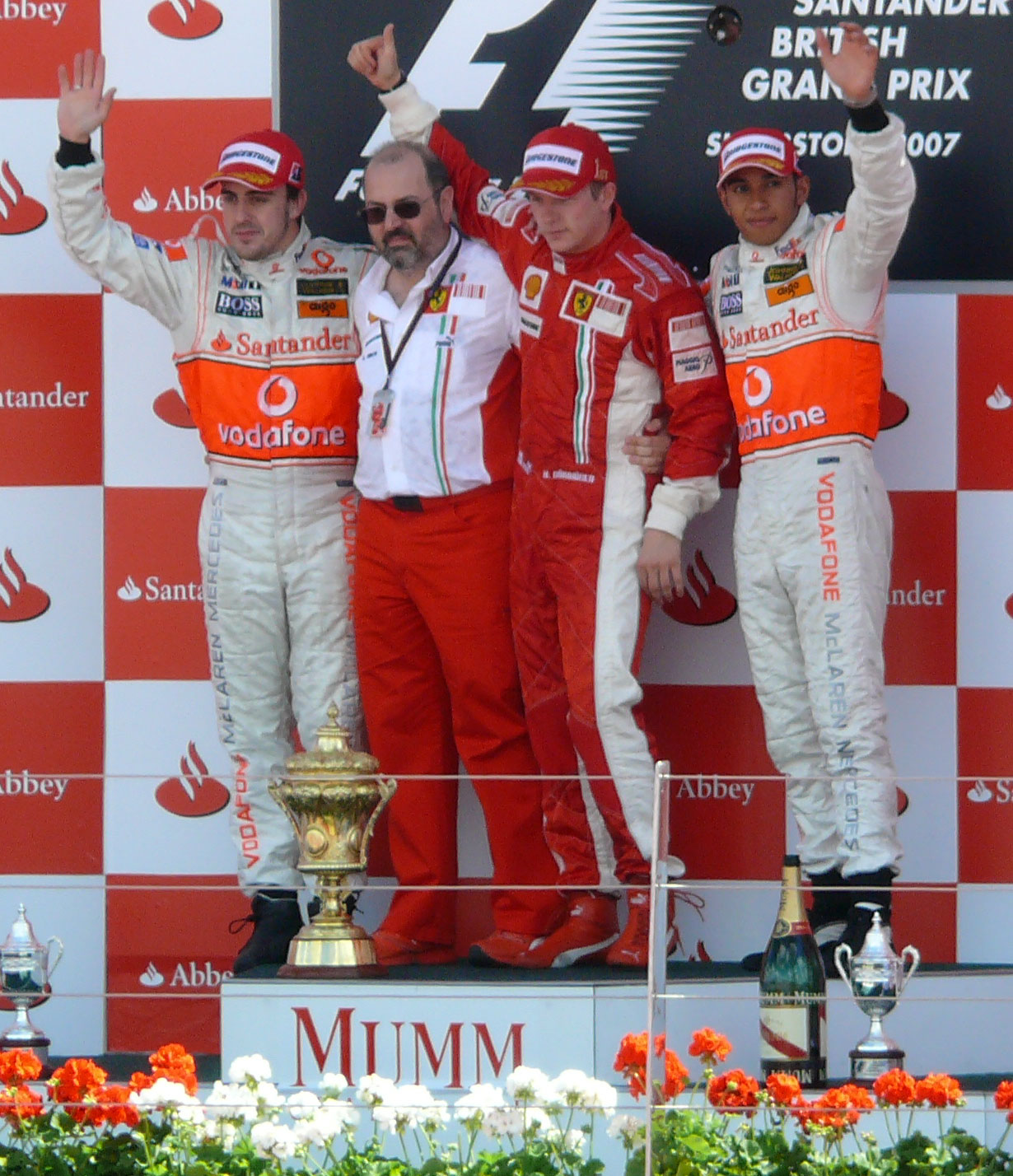
Prispallen i Storbritannien 2007

1. Kimi Räikkönen, Ferrari, 10 poäng
2. Fernando Alonso, McLaren-Mercedes, 8
3. Lewis Hamilton, McLaren-Mercedes, 6
4. Robert Kubica, BMW, 5
5. Felipe Massa, Ferrari, 4
6. Nick Heidfeld, BMW, 3
7. Heikki Kovalainen, Renault, 2
8. Giancarlo Fisichella, Renault, 1
9. Rubens Barrichello, Honda
10. Jenson Button, Honda
11. David Coulthard, Red Bull-Renault
12. Nico Rosberg, Williams-Toyota
13. Alexander Wurz, Williams-Toyota
14. Takuma Sato, Super Aguri-Honda
15. Christijan Albers, Spyker-Ferrari

### Förare som bröt loppet
- Vitantonio Liuzzi, Toro Rosso-Ferrari (varv 53, växellåda)
- Jarno Trulli, Toyota (43, bröt)
- Anthony Davidson, Super Aguri-Honda (35, mekaniskt)
- Scott Speed, Toro Rosso-Ferrari (29, olycka)
- Ralf Schumacher, Toyota (22, hjul)
- Adrian Sutil, Spyker-Ferrari (16, motor)
- Mark Webber, Red Bull-Renault (8, hydraulik)